# Sérgio Capparelli
Sérgio Capparelli (Uberlândia, 11 de Julho de 1947), é um escritor de literatura infanto-juvenil, jornalista e professor universitário brasileiro.
Viveu, trabalhou em Uberlândia, Pará de Minas, Goiânia, Curitiba, Porto Alegre, Munique, Paris, Londres, Grenoble e Montreal. Estabeleceu-se em Porto Alegre em 1966 e, desde 2005, vive em Beijing, na China, onde trabalha na agência de notícias Xinhua News Agency.
É formado em jornalismo pela Universidade Federal do Rio Grande do Sul. Fez doutorado em Comunicação pela Universidade de Paris e pós-doutorado pela Universidade de Grenoble, na França. Trabalhou durante muitos anos como repórter dos jornais Zero Hora e Folha da Manhã,, ambos de Porto Alegre. Foi professor da Universidade Federal do Rio Grande do Sul até se aposentar.
Tem mais de trinta livros publicados, entre eles Os meninos da Rua da Praia (36ª edição), Boi da cara preta (29ª edição), Vovô fugiu de casa (17ª edição), 33 ciberpoemas e uma fábula virtual (7ª edição), As meninas da Praça da Alfândega (9ª edição) e  O velho que trazia a noite (7ª edição).
Além de uma obra dedicada a crianças e adolescentes, Sérgio Capparelli tem vários estudos publicados sobre jornalismo e comunicação de massa. É autor do ensaio Televisão e Capitalismo no Brasil, com o qual ganhou o prêmio Jabuti em Ciências Humanas, em 1983.
Traduziu do chinês para o português, em parceria com Márcia Schmaltz, o livro 50 fábulas da China fabulosa, publicada pela editora LP&M.

## Principais prêmios
- 1981 / 1982 / 1984 / 1989 / 1995 /  - Selo de Ouro para Livro Infantil (altamente recomendável), Fundação Nacional do Livro Infantil e Juvenil (FNLIJ);
- 1982 / 1995 - Prêmio Jabuti de Literatura Infantil, Câmara Brasileira do Livro;
- 1983 / 1989 / 1999 - Prêmio APCA de Literatura Infantil, da Associação Paulista de Críticos de Arte (APCA);
- 1983 - Prêmio Jabuti em Ciências Humanas, Câmara Brasileira do Livro;
- 1991 - Láurea de Excelência, Université de Montréal, Canadá;
- 1995 / 1997 - Prêmio Odilo Costa, Filho - Poesia para Crianças, Fundação Nacional do Livro Infantil e Juvenil (FNLIJ);
- 1995 / 1996 / 1997 / 2000 - Prêmio Açorianos de Literatura Infantil, Prefeitura Municipal de Porto Alegre;
- 1995 - Prêmio Açorianos de Literatura Infanto-Juvenil, Prefeitura Municipal de Porto Alegre;
- 1996 - Lista de Honra da International Board on Books for Young People (IBBYP);
- 1997 - Prêmio Monteiro Lobato de Tradução, Fundação Nacional do Livro Infantil e Juvenil (FNLIJ);
- 1999 - Prêmio Luiz Beltrão de Ciências da Comunicação, na categoria Maturidade Acadêmica, INTERCOM - Sociedade de Estudos Interdisciplinares da Comunicação;
- 2000 / 2001 / 2002 / 2004 - Láurea Altamente Recomendável, pelo livro A árvore que dava sorvete (2000), Um elefante no nariz (2001), Poesia visual (2002), 111 poemas para crianças (2004), Fundação Nacional do Livro Infantil e Juvenil (FNLIJ).
- 2005 - Prêmio Jabuti de Literatura Juvenil, Câmara Brasileira do Livro;

### Prêmio Jabuti
N BJVBJBHL 